# Strehla
Strehla település Németországban, azon belül Szászország tartományban. Lakosainak száma 3726 fő (2023. december 31.).

## Fekvése
Torgautól délkeletre fekvő település.

## Története

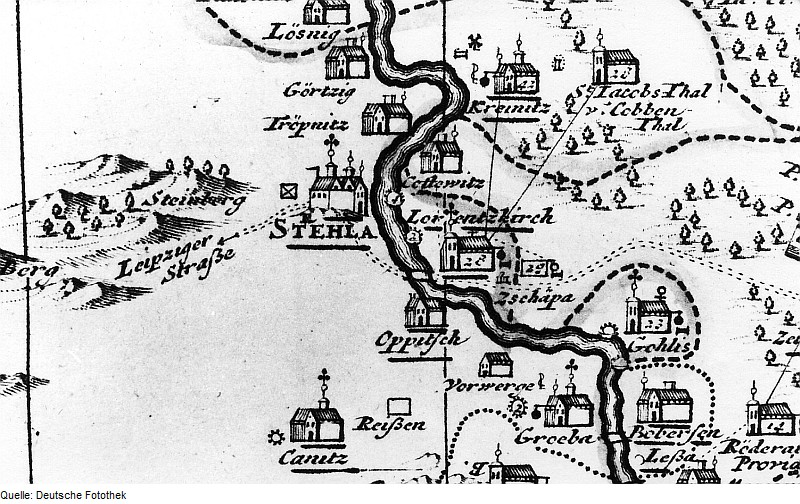
Strehla egy 1700 körüli térképen

Az Elba partján épült 10. századi eredetű városka eredetileg  egy kiugró sziklán emelt várhoz kapcsolódott, amely azonban a Huszita háborúban elpusztult.
Strehlának két értékes műemléke maradt fenn: a késő gótikus városi templom és a kastély, a 15. és a 16. századból való.
Szép az 1751-ből való barokk városháza is.

## Nevezetességek
- Templom - késő gótikus stílusban épült.
- Kastély

## Galéria

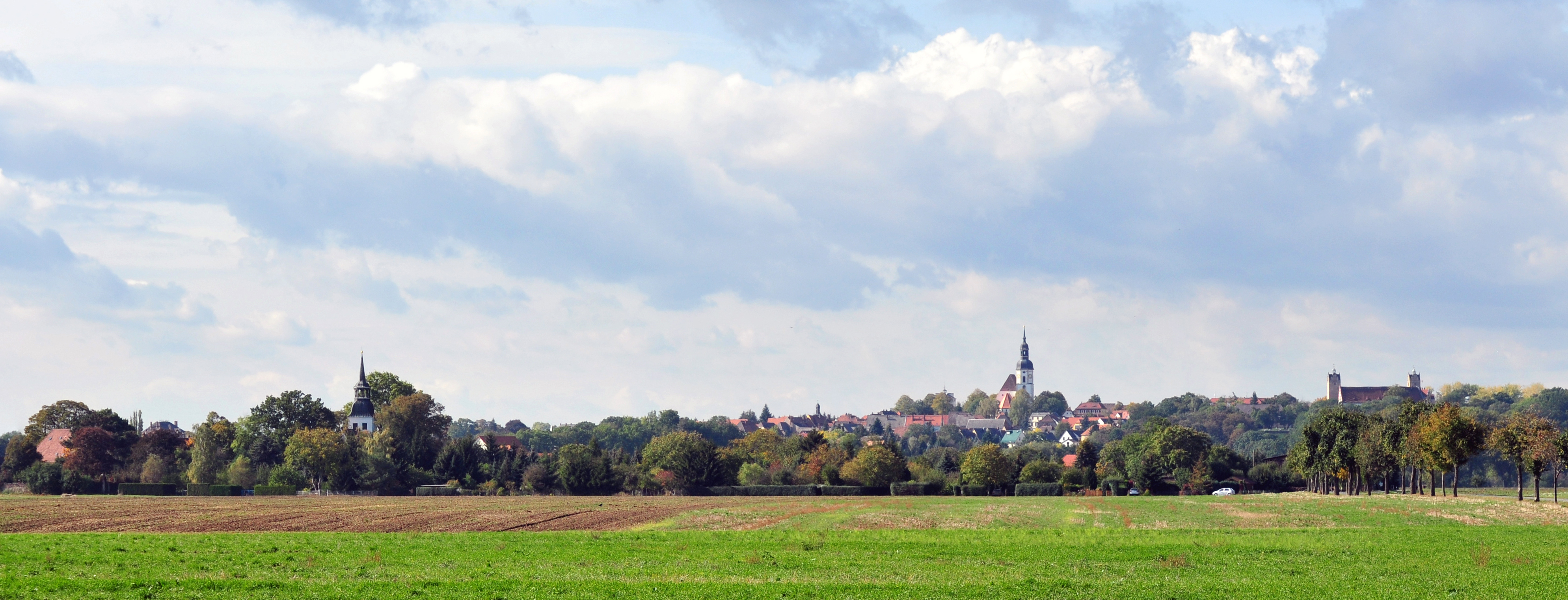
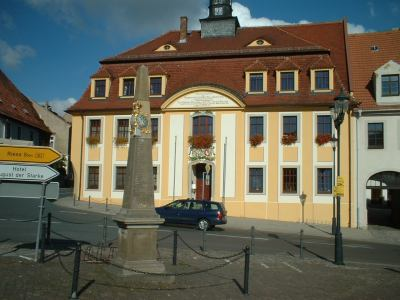
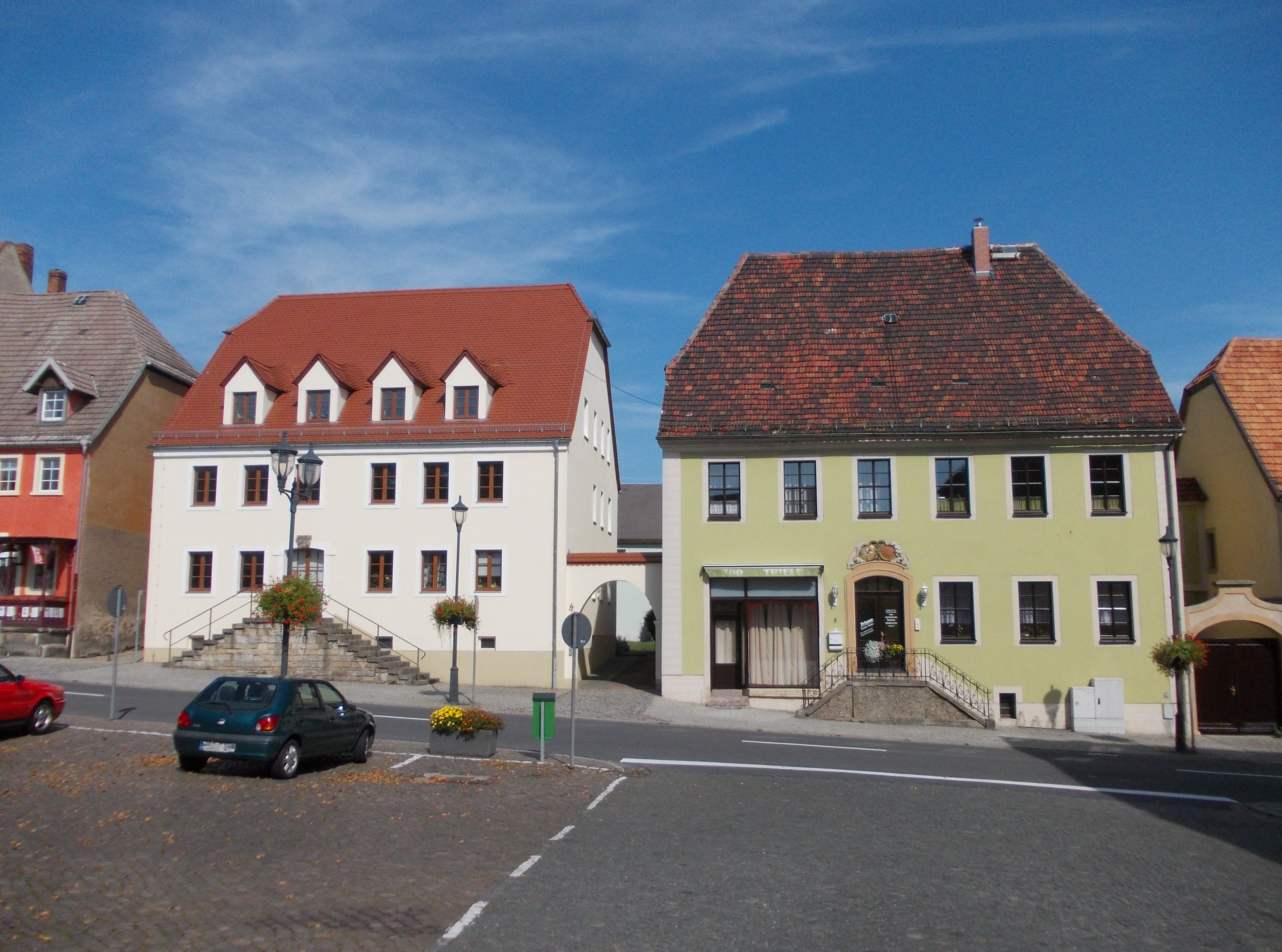
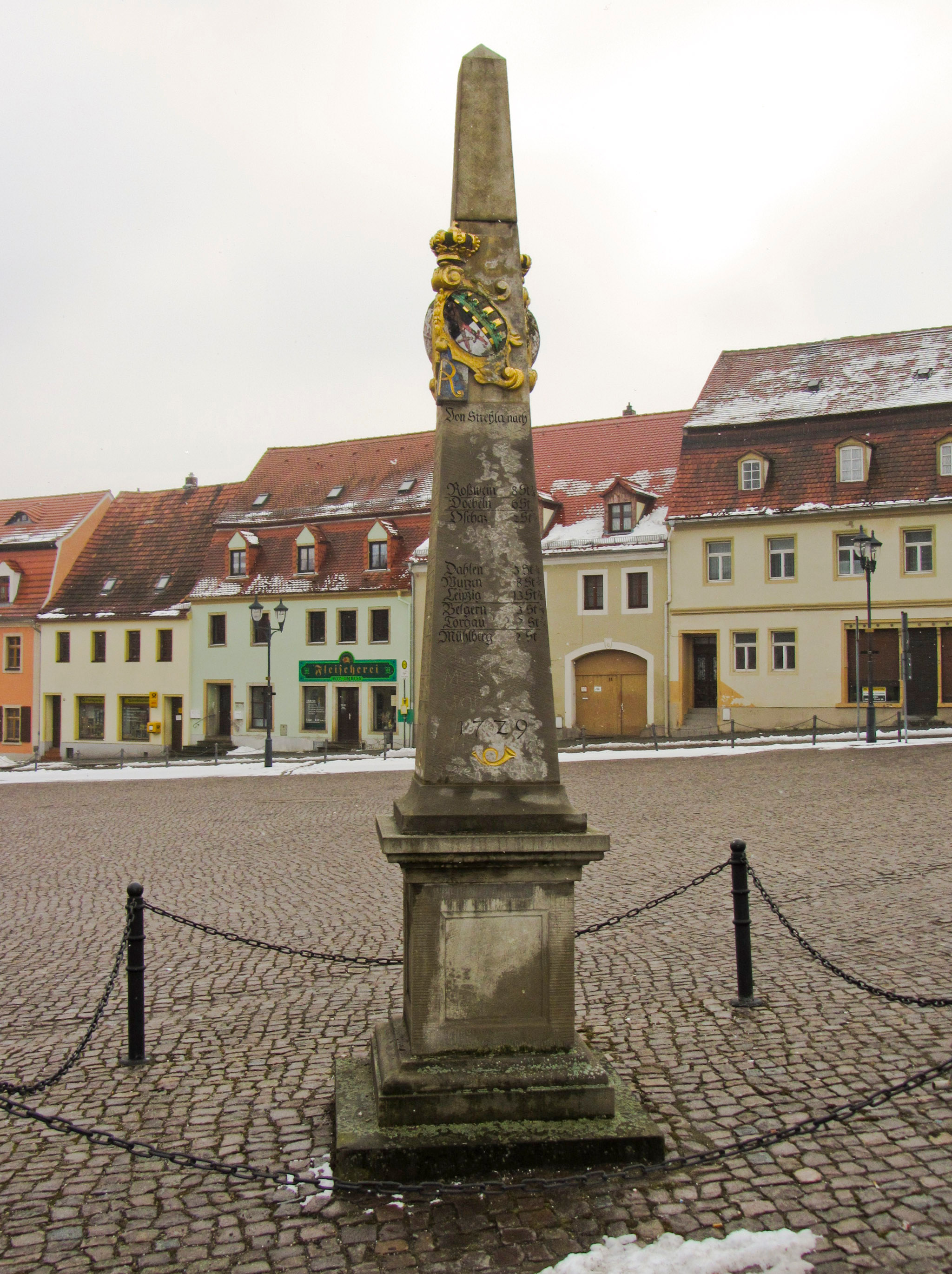
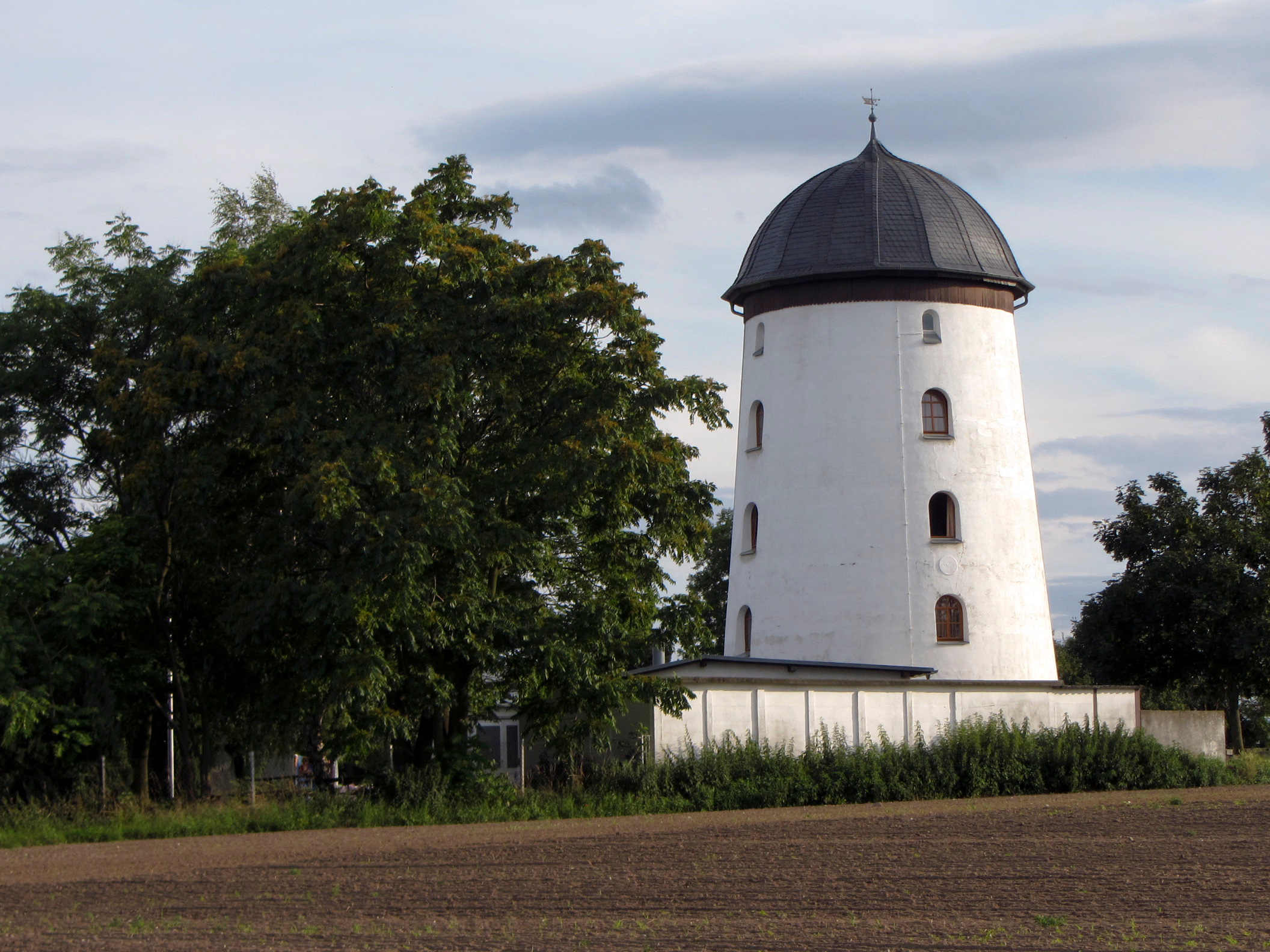
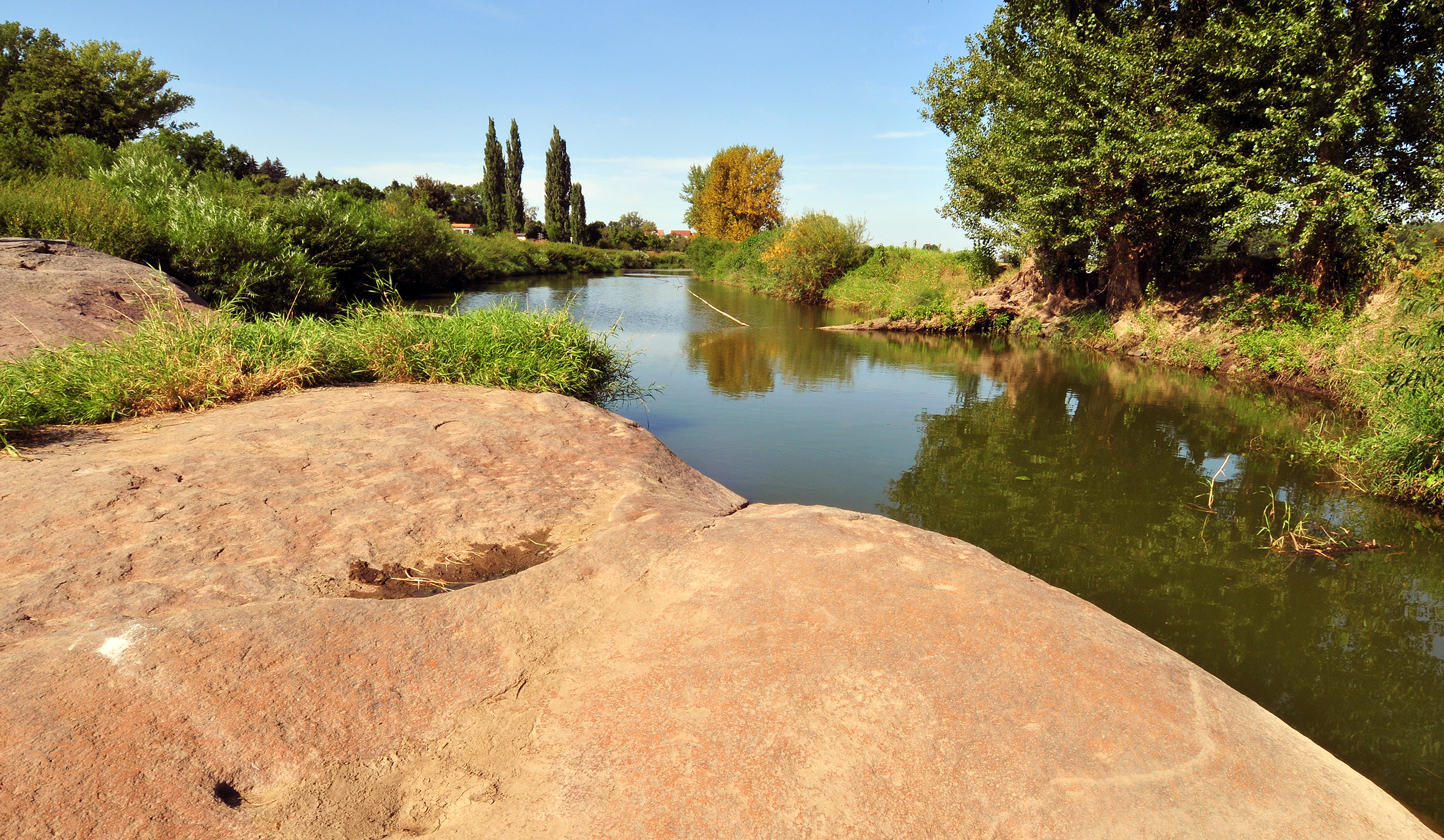
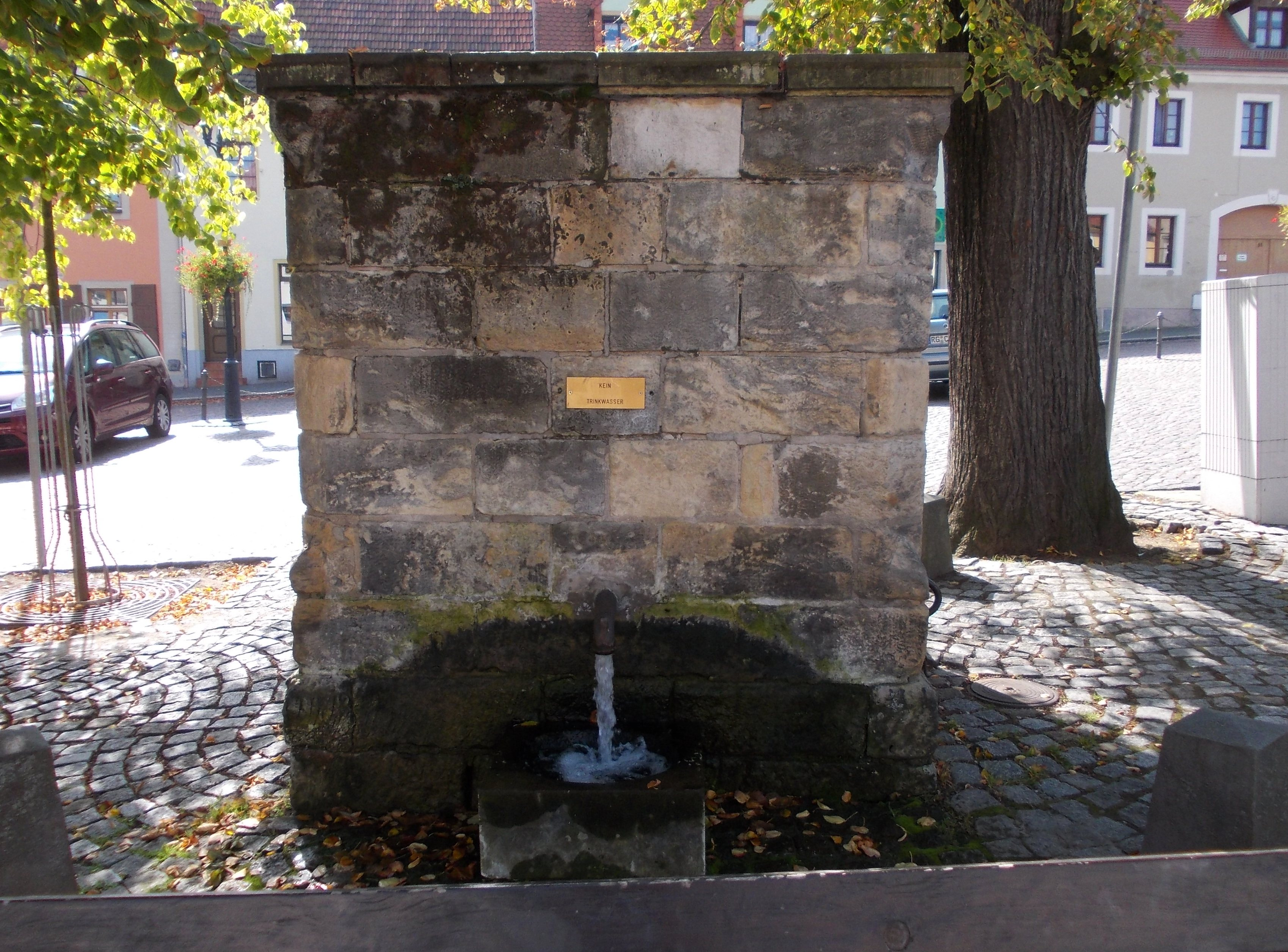
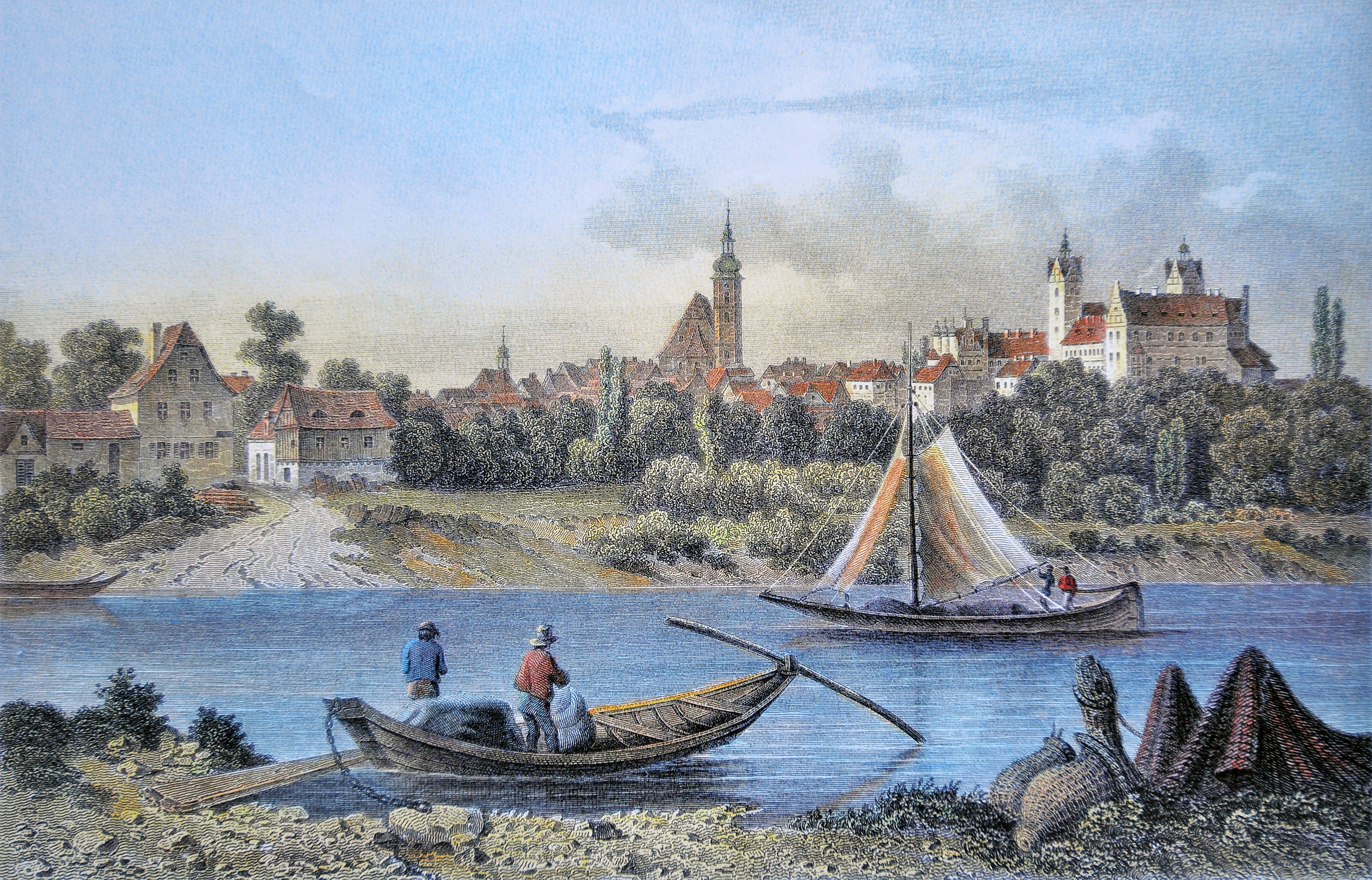

## Népesség
A település népességének változása:
| Lakosok száma | 3728 | 3686 | 3686 | 3651 | 3680 | 3726 |
|               | 2017 | 2018 | 2019 | 2021 | 2022 | 2023 |